# Machaeropterus
Machaeropterus é um género de ave da família Pipridae. 
Este género contém as seguintes espécies:
- Machaeropterus pyrocephalus
- Machaeropterus regulus
- Machaeropterus deliciosus
- Machaeropterus striolatus